# Chris Coleman (Politiker)

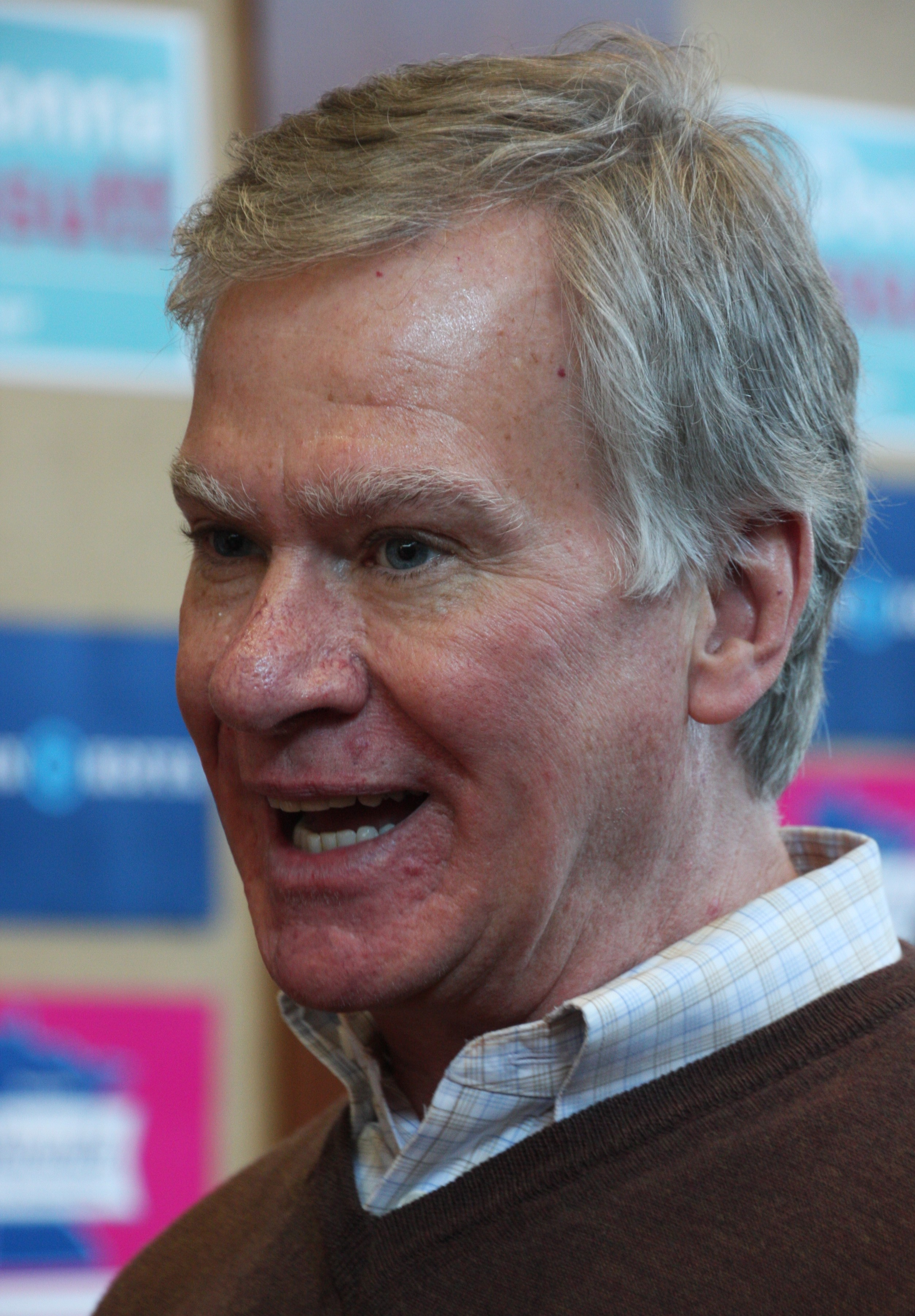
Chris Coleman (2017)

Christopher „Chris“ B. Coleman (* 1. September 1961 in Saint Paul, Minnesota) ist ein US-amerikanischer Politiker der Minnesota Democratic-Farmer-Labor Party und war von 2006 bis 2018 Bürgermeister von Saint Paul.
Coleman ist der Sohn von Nick Coleman, dem langjährigen demokratischen Fraktionschef im Senat von Minnesota. 2005 kandidierte er für das Amt des Bürgermeisters in der Hauptstadt Minnesotas, Saint Paul. Gegen seinen Parteikollegen Randy Kelly konnte er sich mit 69 Prozent der Stimmen durchsetzen. Dies ist auch auf den Popularitätsverlust Kellys zurückzuführen, der im Präsidentschaftswahlkampf 2004 den Republikaner George W. Bush unterstützt und sich somit im demokratisch dominierten Saint Paul den Unmut der Bevölkerung zugezogen hatte.
Kurz nach Amtsantritt im Januar 2006 verbot Coleman das Rauchen in allen Restaurants und Kneipen innerhalb der Stadt.